# Calmoutier
Calmoutier é uma comuna francesa na região administrativa de Borgonha-Franco-Condado, no departamento de Alto Sona. Estende-se por uma área de 14,04 km². Em 2010 a comuna tinha 274 habitantes (densidade: 19,5 hab./km²).